# Chilton (Texas)
Chilton es un lugar designado por el censo ubicado en el condado de Falls en el estado estadounidense de Texas. En el Censo de 2010 tenía una población de 911 habitantes y una densidad poblacional de 88,51 personas por km².

## Geografía
Chilton se encuentra ubicado en las coordenadas 31°17′10″N 97°3′37″O / 31.28611, -97.06028. Según la Oficina del Censo de los Estados Unidos, Chilton tiene una superficie total de 10.29 km², de la cual 10.23 km² corresponden a tierra firme y (0.58%) 0.06 km² es agua.

## Demografía
Según el censo de 2010, había 911 personas residiendo en Chilton. La densidad de población era de 88,51 hab./km². De los 911 habitantes, Chilton estaba compuesto por el 41.6% blancos, el 9.55% eran afroamericanos, el 1.54% eran amerindios, el 0.22% eran asiáticos, el 0.33% eran isleños del Pacífico, el 43.8% eran de otras razas y el 2.96% pertenecían a dos o más razas. Del total de la población el 59.5% eran hispanos o latinos de cualquier raza.